# Andressa Picussa
Andressa Hermínia Gelenski Picussa (Curitiba, 22 luglio 1989) è una pallavolista brasiliana, centrale dell'Amavolei.

## Carriera

### Club
La carriera da professionista di Andressa Picussa inizia nella stagione 2007-08, quando debutta nella Superliga brasiliana con la maglia del Minas, club col quale gioca per due annate. Dopo aver giocato per il Mackenzie nel campionato 2009-10, nelle due stagioni successive veste la maglia del GRER, vincendo un Campionato Paulista.
Nella stagione 2012-13 si trasferisce al Campinas, mentre in quella successiva gioca per il Pinheiros; tuttavia a metà stagione si trasferisce per la prima volta in una squadra estera, firmando per l'Eczacıbaşı, club della Voleybol 1. Ligi turca col quale disputa la seconda parte di stagione. Nel campionato 2014-15 gioca invece nella Superliqa azera con l'Azəryol. Nel campionato seguente torna in patria, difendendo i colori del São Caetano, dove resta per un biennio, prima di approdare nell'annata 2017-18 al Bauru, vincendo un Campionato Paulista nel corso di un triennio.
Nel campionato 2020-21 torna a giocare all'estero, approdando nella Liga Siatkówki Kobiet con il Radomka, restando nella massima divisione polacca anche nel campionato seguente, ma giocando per il Joker Świecie. Rientra quindi in patria, disputando un'annata con il Pinheiros, mentre nella stagione 2023-24 approda al neopromosso Blumenau, vincendo il Campionato Catarinense, prima di trasferirsi nella stagione seguente all'Amavolei.

### Nazionale
Nel 2012 viene convocata per la prima volta nella nazionale brasiliana, con cui è finalista alla Coppa panamericana.

## Palmarès

### Club
- Campionato Paulista: 1

2018
- Campionato Catarinense: 1

2023

### Nazionale (competizioni minori)
- Coppa panamericana 2012